# Jeep Gladiator (TJ)
Jeep Gladiator este un camion produs de Stellantis din 2019 până în prezent. În prezent, aproximativ 1,000 de unități au fost produse și vândute în întreaga lume. Camionul a fost primul camionet nou de la marca Jeep după întreruperea Jeep Comanche.

## Istoric
Numele vehiculului revine la originalul Jeep Gladiator, fabricat în perioada 1962–1988 și cunoscut sub numele de seria J după 1971. Jeep a luat în considerare reînvierea numelui Gladiator alături de Comanche și cel mai frecvent Scrambler, precum și simpla utilizare a unui nume nou, înainte de a decide pe Gladiator, simțind că se potrivește cel mai bine camionului. 
O versiune a unui pickup Jeep Scrambler a fost prezentată în 2003 la Asociația Dealerilor din America de Nord. La sfârșitul anului 2004 a fost introdus conceptul Jeep Gladiator. Conceptul Gladiator din 2005 nu avea un acoperiș detașabil, ci avea uși demontabile și un pat de preluare. De asemenea, a previzualizat designul viitorului Jeep Wrangler (JK). Conceptul Gladiator a fost propulsat de un motor Common-Rail Diesel (CRD) de 3.0L produs de VM Motori (similar cu cel folosit în unele modele ale Jeep Grand Cherokee), asociat cu o transmisie manuală și cu tracțiune integrală. Dispunea de mini-uși funcționale din spate și scaune din spate. Conceptul Gladiator a prezentat o schemă de culori verde-pe-gri atât pentru exterior, cât și pentru interior.
Camionul are uși față și spate care pot fi îndepărtate complet, precum și un parbriz care poate fi coborât (cum ar fi Wrangler JL, Jeep include un set de instrumente cu instrumentele necesare pentru a scoate ușile și a coborî parbrizul). Gladiator este unic prin faptul că este singurul camion disponibil cu un capot pliant convertibil.